# جولای نقاب‌دار شمالی
جولای نقاب‌دار شمالی (نام علمی: Ploceus taeniopterus) نام یک گونه از سرده جولاها است.